# Доброгірське
Доброгі́рське — село в Україні, у Вільногірській міській громаді Кам'янського району. Населення за переписом 2001 року складало 139 осіб. 

## Географія
Село Доброгірське знаходиться на відстані 1 км від села Кринички і за 2,5 км від міста Вільногірськ. До села примикають великі масиви садових ділянок. Поруч проходить автомобільна дорога Т 0423.

## Населення

### Мова
Розподіл населення за рідною мовою за даними перепису 2001 року:
| Мова       | Кількість | Відсоток |
| ---------- | --------- | -------- |
| українська | 126       | 90.65%   |
| російська  | 12        | 6.63%    |
| румунська  | 1         | 0.72%    |
| Усього     | 139       | 100%     |

## Економіка
- Кар'єри з видобутку комплексних титанових руд (ільменіт, циркон) відкритим способом.